# Firmin Sanou
Firmin Sanou (Bobo-Dioulasso, 21 aprile 1973) è un ex calciatore burkinabé, di ruolo difensore.

## Carriera

### Nazionale
Ha debuttato in Nazionale nel 1992. Ha partecipato, con la Nazionale, alla Coppa d'Africa 1996, alla Coppa d'Africa 1998 e alla Coppa d'Africa 2002. Ha collezionato in totale, con la maglia della Nazionale, 36 presenze e due reti.

## Palmarès

### Club

#### Competizioni nazionali
- Coppa del Burkina Faso: 3

Étoile Ouagadougou: 1996, 1998-1999, 2000